# Glückstein-Quartier

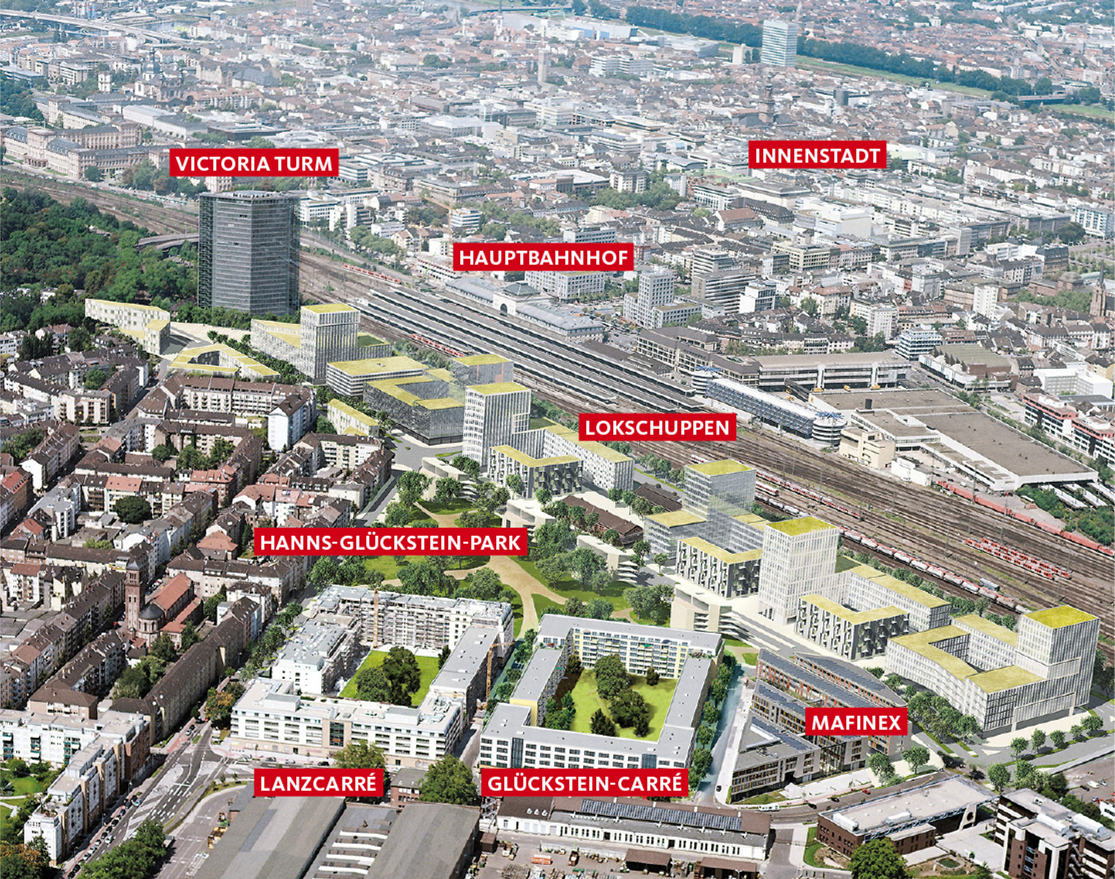
Glückstein-Quartier – Modellsimulation Städtebaulicher Entwurf

Das Glückstein-Quartier (Arbeitstitel bis 2011: Mannheim 21) ist ein neues Stadtquartier südlich des Mannheimer Hauptbahnhofes im Stadtteil Lindenhof zwischen Victoria-Turm und Neckarauer Übergang. Es handelt sich um ein ca. 33 ha großes Areal aus nicht mehr betriebsnotwendigen Flächen der Deutschen Bahn AG, Flächen der ehemaligen Gießerei der John-Deere-Werke sowie städtischen Flächen. Das neue Stadtquartier mit Bürogebäuden, Wissenschaftseinrichtungen, hochwertigen Wohnungen, einem Hotel und einer öffentlichen Grünfläche soll im Endausbau Raum für rund 4600 Arbeitsplätze und 1500 Einwohner bieten. 2011 wurde das Projekt nach einem Wettbewerb von Mannheim 21 in Glückstein-Quartier umbenannt. Der Name lehnt sich an den Hanns-Glückstein-Platz in der Nähe an, der nach dem Pfälzer Mundartdichter Hanns Glückstein benannt ist.

## Geschichte
Die Stadt Mannheim gab 1988 bei dem Planungsbüro Albert Speer & Partner GmbH (AS&P) ein städtebauliches Gutachten zur Entwicklung eines Dienstleistungsstandortes auf dem Bahnhofsvorplatz (Bahnhofsnordseite) und der Bahnhofssüdseite (Lindenhof) in Auftrag.
Das Projekt wurde Mitte der 1990er Jahre durch die Deutsche Bahn AG im Rahmen ihrer Bahnhof-21-Maßnahmen aufgegriffen. Damals wurden auch eine Tieferlegung der Gleise und die Überbauung des Gleisfeldes geprüft, aber verworfen. Umgesetzt wurden ein kompletter Umbau und eine umfassende Modernisierung des Mannheimer Hauptbahnhofs.
Die Deutsche Bahn erarbeitete zusammen mit der Deutschen Eisenbahn Consulting und dem Architekturbüro Albert Speer eine Machbarkeitsstudie für das Projekt Mannheim 21. Am 10. Januar 1997 präsentierte DB-Chef Heinz Dürr, Ministerpräsident Erwin Teufel und Mannheims Oberbürgermeister Gerhard Widder diese Studie. Die Zahl der Bahnsteiggleise sollte durch optimierte Betriebsabläufe von 10 auf 8 reduziert und nicht mehr benötigte Rangier- und Abstellgleise zurückgebaut werden. Die verbliebenen Bahnsteiggleise sollten durch eine Überführung oder einen großen Steg überbrückt werden. Die Eingangshalle des Empfangsgebäudes sollte von ein auf zwei Stockwerke erhöht und eine im Krieg zerstörte Glaskuppel über dem Eingangsportal wiedererrichtet werden. Bis 2004 sollten bis zu 10 Hektar Flächen der Stadtentwicklung zur Verfügung gestellt werden. Für den Umbau des Hauptbahnhofs wurden dabei drei bis vier Jahre veranschlagt. Durch eine Neugestaltung der Gleis- und Bahnsteiganlagen sollte die Betriebsabwicklung erheblich verbessert und Reisezeiten verkürzt werden. Geplant war, die Trennwirkung der Gleisanlagen zu reduzieren und den Bahnhof zu einem Scharnier zwischen der Innenstadt und dem Stadtteil Lindenhof umzufunktionieren. An die Machbarkeitsstudie sollte sich eine Prüfung von Kosten und Finanzierungsmöglichkeiten anschließen. Der Bund schloss eine Beteiligung aus. Kostenschätzungen lagen bei 200 bis 300 Millionen DM.
Die Zukunft des zwischenzeitlich mit 220 Millionen DM kalkulierten Projekts war Anfang 1999 offen. Die Deutsche Bahn hatte zunächst angekündigt, sich an der Finanzierung zu beteiligen, wollte dies später jedoch nicht mehr bestätigen. Im gleichen Jahr kündigte die Victoria-Versicherungsgruppe an, ein erstes, 97 m hohes Gebäude auf dem Mannheim-21-Areal bis zum Jahr 2000 errichten zu wollen. Mitte 1999 wurden die Gesamtkosten mit 215 Millionen DM beziffert. Laut einem Zeitungsbericht hatte sich das Land bereit erklärt, davon 100 Millionen DM zu tragen, die Stadt Mannheim wollte 20 bis 30 Millionen DM beitragen. Offen blieb der Anteil der Deutschen Bahn. Mitte Juli 1999 erfolgte der erste Spatenstich für den mit 80 Millionen DM kalkulierten Umbau des Bahnhofsgebäudes. Ende Mai 2000 erklärte der DB-Konzernbevollmächtigte für Baden-Württemberg schließlich, dass sich das Projekt Mannheim 21 sich wirtschaftlich nicht rechne. Auch der geplante Verkauf von nicht mehr benötigten Gleisflächen sollte zurückgestellt werden, bis die Planung für die Neubaustrecke Rhein/Main–Rhein/Neckar hinreichend weit entwickelt seien, um abzusehen, ob doch diese Flächen doch noch benötigt würden. Kurz darauf dementierte das Unternehmen diesen Bericht. Das Unternehmen habe lediglich seine Investitionen reduzieren, das Projekt aber nicht aufgeben wollen. Laufende Verhandlungen mit Land und Stadt sollten weitergeführt werden. Planungen für eine zunächst im Rahmen des Umbaus des Bahnhofsgebäudes geplante große Gleishalle seien dagegen aufgegeben worden.
Nach einem Spitzengespräch mit Vertretern der Deutschen Bahn teilten Verkehrsminister Ulrich Müller und Mannheims Oberbürgermeister Widder mit, dass die Deutsche Bahn weder die geplante verglaste Bahnhofshalle noch den geplanten Verbindungssteg über die Gleise zum Stadtteil Lindenhof bauen werde; an Stelle des Stegs sollten die bisherigen Unterführungen verbessert werden. Das Land hatte zuletzt angeboten, die Hälfte der Baukosten des Stegs zu übernehmen. Die DB habe dagegen dem Verkauf von 7,8 Hektar Flächen auf der Südseite des Hauptbahnhofs zugestimmt, womit die Bundesstraße 36 verlegt werden könne.
Ende Juli 2000 wurde eine reduzierte Projektvariante angekündigt, die ausschließlich von Land und Stadt getragen werden sollte. Von den geplanten Kosten von 28 Millionen DM für die Verlegung der B 36 bot das Land einen Zuschuss von 20 Millionen DM an. Weitere sechs Millionen DM Landesmittel sollten in den Ausbau von Unterführungen investiert werden, darunter der Verlängerung der westlichen Unterführung zum Lindenhof.
2001 lobte die Stadt Mannheim, zusammen mit der Verwertungsgesellschaft für Eisenbahnimmobilien GmbH & Co. KG, vertreten durch Vivico Management GmbH und der Projektgemeinschaft Diringer & Scheidel GmbH / FAY Grundstücks-, Verwaltungs- & Finanzierungs-GmbH & Co. KG einen Realisierungswettbewerb zur städtebaulichen Neuordnung für die Flächen südlich des Hauptbahnhofs aus. 37 Büros und Arbeitsgruppen beteiligten sich an dem Wettbewerb für die Gestaltung des rund ein Kilometer langen Streifens. Auf Basis des Siegerentwurfs des Architekturbüros ASTOC Architects&Planners, Köln, wurde der städtebauliche Rahmenplan Mannheim 21/Neues Stadtquartier am Hauptbahnhof entwickelt. Die verkehrstechnisch günstige Lage dieses Gebietes südlich des Hauptbahnhofes am Verknüpfungspunkt zwischen Innenstadt und Lindenhof sowie an der Südtangente als wichtiger Hauptverkehrsstraße macht diese Areal attraktiv.
2003 zog sich die Deutsche Bahn AG endgültig aus dem Projekt zurück. Wegen der großen städtebaulichen und wirtschaftspolitischen Bedeutung erwarb die Stadt Mannheim die Flächen der Bahn und band sie mit dem Gebiet der ehemaligen Gießerei von John Deere und städtischen Flächen in eine städtebauliche Gesamtplanung ein. Insgesamt wird nun ein 33 Hektar großes Gebiet (einschließlich Bestandsflächen) städtebaulich weiterentwickelt.
Mit dem Inkrafttreten des Bebauungsplans im Februar 2011 hat die Vermarktung der ehemaligen Bahnflächen begonnen. Die Koordination der Neuordnung und Erschließung und die Vermarktung der Grundstücke an gewerbliche Bauträger erfolgte zunächst durch die dafür neu eingerichtete „Projektkoordination Glückstein-Quartier“, die dem Baudezernat zugeordnet war. Seit 2016 werden die Flächen von der Wirtschaftsförderung Mannheim vermarktet.

## Bebauung und Nutzung

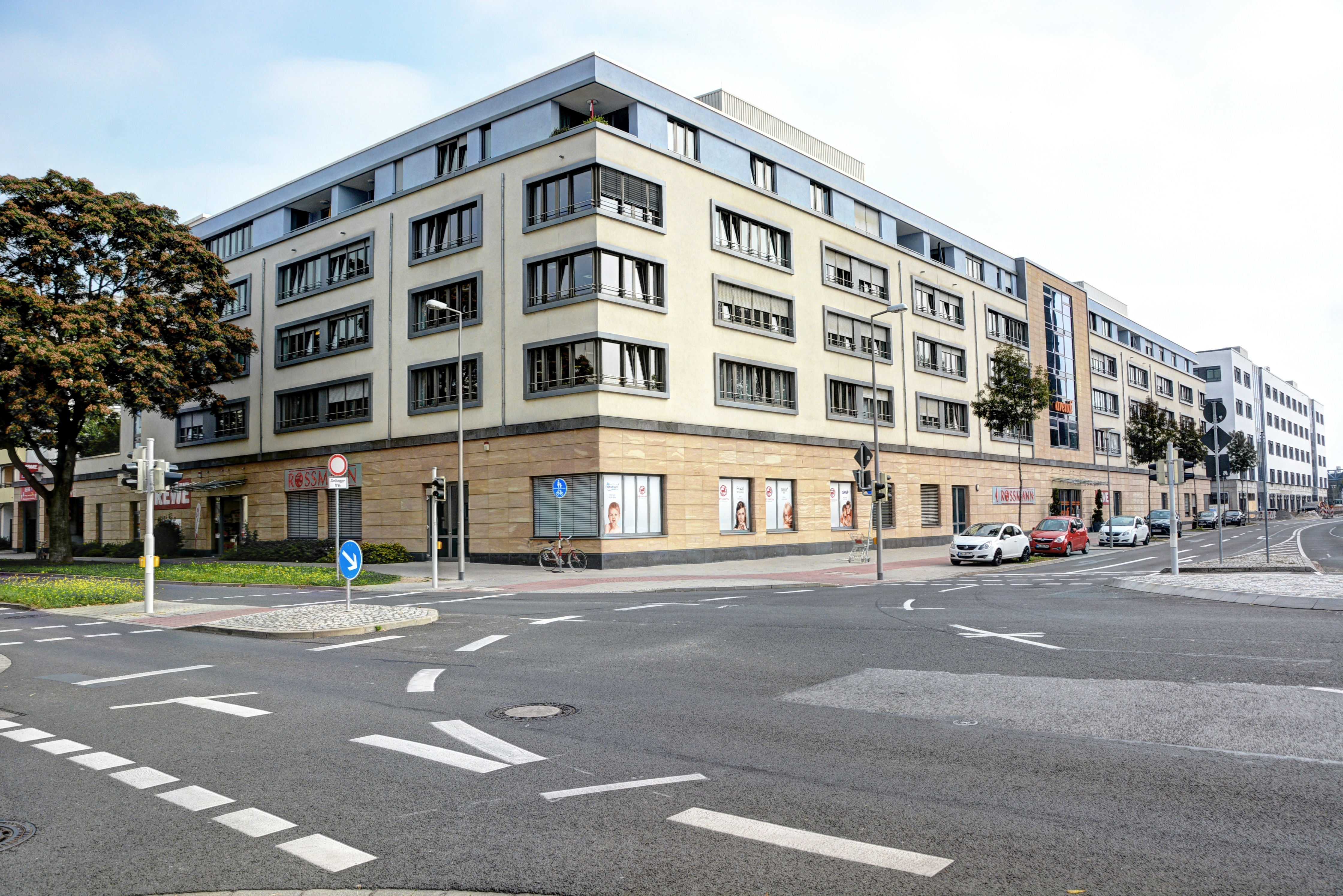
LanzCarré

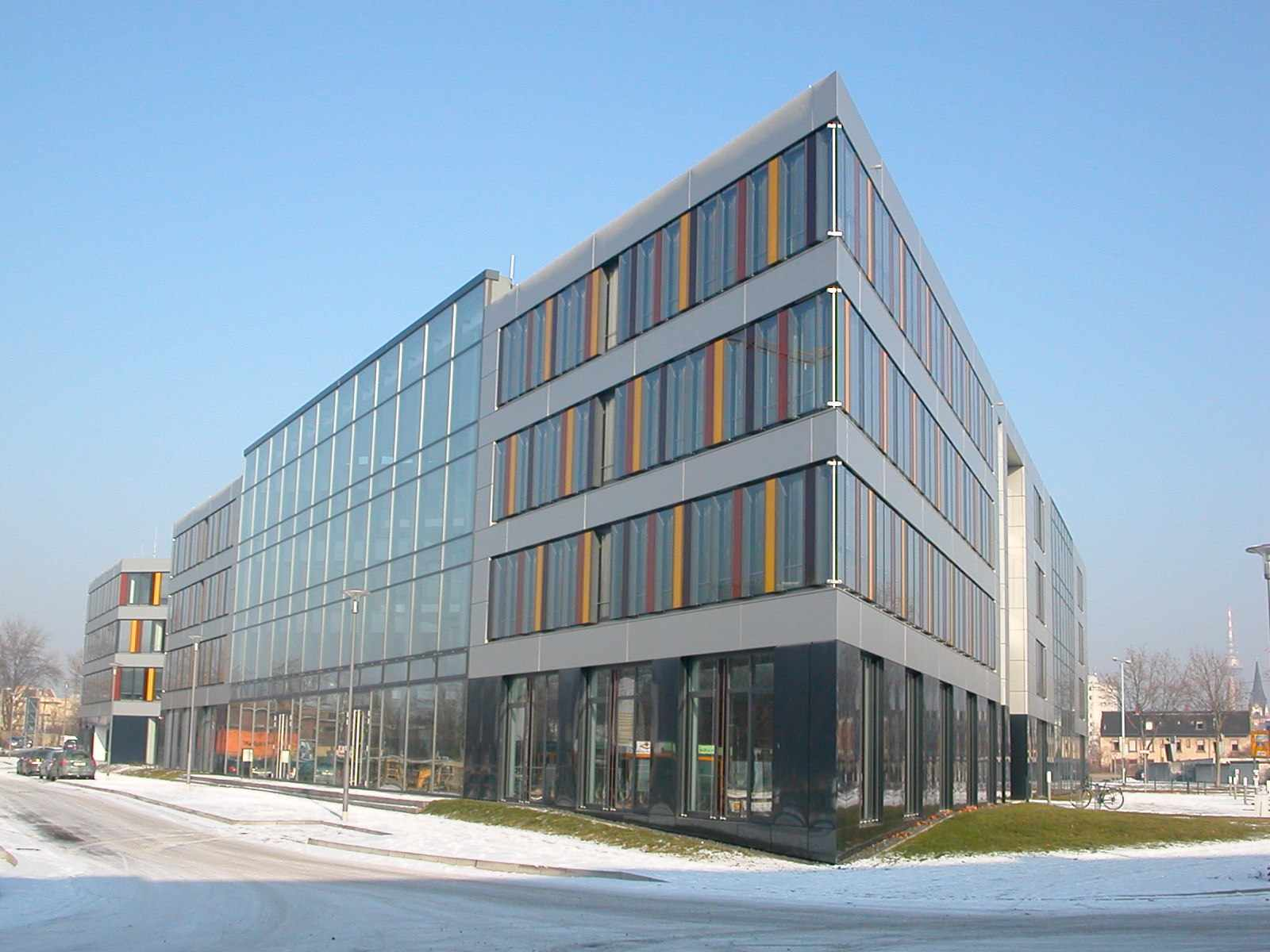
MAFINEX-Technologiezentrum

Insgesamt sollen in dem neuen Stadtquartier rund 169.000 m² Büro- und Verwaltungsflächen (Bruttogrundfläche), 14.000 m² Dienstleistungsfläche, 91.000 m² Wohnfläche und ein öffentliches Parkhaus mit 600 Stellplätzen entstehen. Am Übergang zum Hauptbahnhof und zur Innenstadt wurde als Quartiersauftakt der Lindenhofplatz neu geschaffen. Der Hanns-Glückstein-Park wurde flächenmäßig verdoppelt und umgestaltet.
Als erstes Gebäude wurde 2001 der 97 m hohe Victoria-Turm bezugsfertig. Die heutige ERGO-Versicherung hat dort mehrere Regionaldirektionen aus Süddeutschland konzentriert. Ebenfalls fertiggestellt ist das LanzCarré⊙ mit Eigentumswohnungen, einer stationären Pflegeeinrichtung, Vier-Sterne-Hotel und Einzelhandel. Im benachbarten „Glückstein-Carré“⊙ wurde neben einem Bürotrakt eine Wohnanlage mit weiteren 250 Wohnungen realisiert. 
Auf einem Teil des ehemaligen Gießereigeländes errichtete die Stadt Mannheim das MAFINEX-Technologiezentrum⊙ für junge, innovative Existenzgründungen. Anfang 2015 wurde der zweite Bauabschnitt bezugsfertig. Seit Mitte 2021 ist dieser durch den bisher fehlenden Gebäudeteil 2 a ergänzt.
2009 wurde die Bahninsel, nicht mehr benötigte Flächen der Deutschen Bahn AG am Südrand des Hauptbahnhofs, geräumt und die Gebäude abgerissen. 2010 wurden dann die nicht mehr benötigten südlichsten Eisenbahngleise entfernt und dazu die Oberleitungsanlage für die verbleibenden Bahnhofsgleise umgebaut. Erhalten blieben das denkmalgeschützte Gebäudeensemble aus dem Lokschuppen⊙ und dem benachbarten Werkstattgebäude⊙ aus dem Jahr 1872. In diesen historischen Gebäuden sind Büros und Gastronomie entstanden. Der dazwischenliegende Platz bildet die Mitte des Quartiers.
Die entwickelten Bauflächen umfassen insgesamt ca. 70.000 m². Auf den Grundstücken entlang der nordöstlich verlaufenden Bahntrasse sind auf sechs von sieben rechteckigen Baufeldern bereits sechs- bis zwölfgeschossige Bürogebäude und sechsgeschossige Wohngebäude sowie ein Parkhaus realisiert.
Ende November 2015 beschloss der Mannheimer Gemeinderat, das neue Technische Rathaus bis im Laufe des Jahres 2020 als Nachfolger des derzeitigen Gebäudes im Collini-Center auf dem Baufeld 5 im Glückstein-Quartier zu errichten. Das ehemals im Besitz der Stadt befindliche Baufeld liegt in unmittelbarer Nähe des Hauptbahnhofs an der B 36 (Südtangente) und ist daher verkehrsgünstig zu erreichen. Bauherr und Eigentümer des 90-Millionen-Objekts ist die städtische „GBG – Mannheimer Wohnungsbaugesellschaft mbH“, die das Gebäude an die Stadt vermietet hat. 
Südlich der Glücksteinallee sind im Projektgebiet bereits sechs neue Wohngebäude fertiggestellt und bewohnt.

## Infrastrukturmaßnahmen und Umsetzungszeitplan

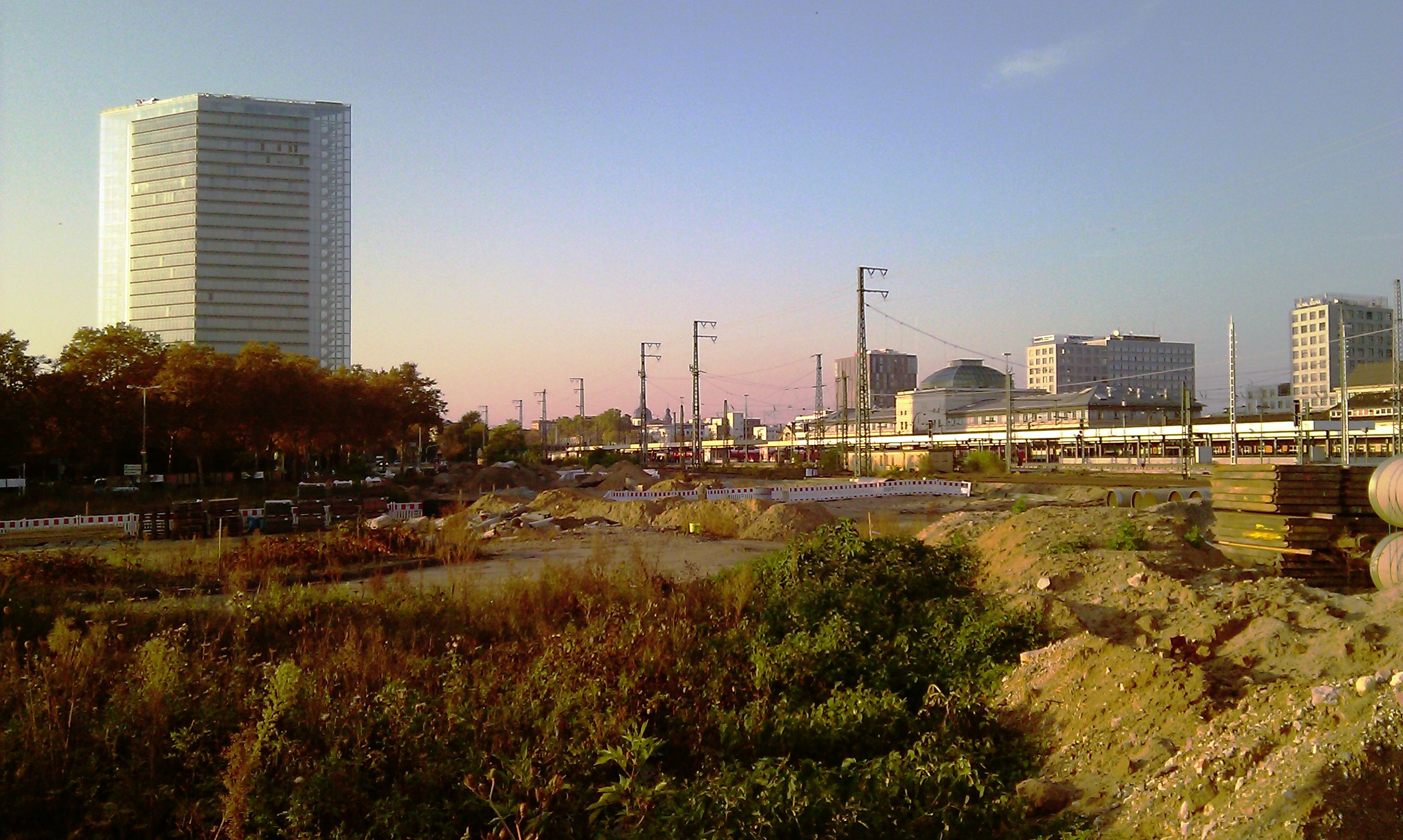
Die Baustelle im November 2011

In den Jahren 2006 bis 2009 entstand die verlängerte Landteilstraße als südliche Begrenzung des Glückstein-Quartiers auf dem ehemaligen John-Deere-Gießereigelände, die MAFINEX, „LanzCarré“ und „Glückstein-Carré“ erschließt. Die zwischen den drei Blocks liegenden Straßen wurden „Heinz-Haber-Straße“ und „Julius-Hatry-Straße“ genannt.
Voraussetzung für die Entwicklung des Gebiets war die Verlegung eines Teilabschnitts der Südtangente (Bundesstraße 36) zwischen Victoria-Hochhaus und Fahrlachtunnel direkt an die Bahngleise. Hierdurch können die ehemaligen Bahnflächen in den Stadtteil Lindenhof integriert werden. Die neue Trasse wurde Ende 2012 in Betrieb genommen. Mit der neuen Südtangente entstand auch eine neue Anbindung an die Südrampe des Neckarauer Übergangs, so dass die Paul-Wittsack-Straße im Bereich der Hochschule Mannheim verkehrsberuhigt werden konnte.
2014/2019 wurde in 2 Bauabschnitten die Glücksteinallee als innere Erschließung des Quartiers gebaut. Verknüpfungen zur Südtangente bestehen in Verlängerung der Landteilstraße und der Gontardstraße. Bis 2026 soll eine in der Glücksteinallee verlaufende Stadtbahntrasse das Quartier erschließen.